# حلزون همستوما
حلزون همستوما (نام علمی: 'Acavus haemastoma') یکی از گونه‌های سرده حلزون آکاوس می‌باشد.

## اندازه
اندازه پوسته این نرم‌تن از ۳۶ تا ۴۲ میلی‌متر می‌باشد.

## تغذیه
حلزون همستوما از میوه‌های گندیده و پوسیده تغذیه می‌کند.

## رفتار
این‌گونه شب هنگام فعالیت حرکتی دارد.